# Niceforo Blemmida
Niceforo Blemmida o Blemmide (in greco Νικηϕόρος ὁ Βλεμμύδης o Βλεμμίδης?; Costantinopoli, 1197 – 1272) è stato uno scrittore bizantino del XIII secolo.

## Biografia
Nacque nel 1197 al Costantinopoli. Era il secondogenito di un medico. Dopo la conquista di Costantinopoli a opera dei Crociati nel 1204, emigrò in Asia Minore dove venne istruito a Prusa, Nicea, Smirne. Fu allievo di Prodromos, già studente dell'oikoumenikos didaskalos Costantino Kaloethes, il quale viveva umilmente come monaco nei pressi del fiume Scamandro. Blemmida studiò medicina, filosofia, teologia, matematica, astronomia, logica, e retorica. Quando finalmente iniziò la sua carriera ecclesiastica, ebbe una parte attiva nelle controversie teologiche tra la Chiesa ortodossa e la Chiesa cattolica, scrivendo trattati sulla processione dello Spirito Santo.
Blemmida fondò anche una scuola dove ebbe come allievi il principe Teodoro II Laskaris e Giorgio Acropolite. Negli ultimi anni, Blemmida si fece monaco e si ritirò in un monastero che egli stesso aveva costruito a Efeso. Morì nel 1272.

## Opere
- Autobiographia (Curriculum Vitæ)
- Conspectus Geographiae
- Epistula universalior
- Epitome logica
- Epitome physica
- Expositio in Psalmos
- De processione Spiritus Sancti
- De regia pellice templo ejecta
- De regis oficiis
- Laudatio Sancti Ioanni Evangelistae
- Orationes de vitae fine
- Regia statua
- Sermo ad monachos suos